# Lagangilang
Lagangilang ist eine philippinische Stadtgemeinde in der Provinz Abra. Sie hat 14.255 Einwohner (Zensus 2015).

## Baranggays
Lagangilang ist politisch unterteilt in 17 Baranggays.
| - Aguet - Bacooc - Balais - Cayapa - Dalaguisen - Laang | - Lagben - Laguiben - Nagtipulan - Nagtupacan - Paganao - Pawa | - Poblacion - Presentar - San Isidro - Tagodtod - Taping |